# 麥肯錫
麥肯錫公司（英語：McKinsey & Company，簡稱麥肯錫）為一所由芝加哥大學會計系教授詹姆斯·麦肯锡創立於芝加哥的管理諮詢公司，營運重點是為企業或政府的高層幹部獻策、針對龐雜的經營問題給予適當的解決方案，有「顧問界的高盛」之稱。麥肯錫的諮詢服務如今已擴展到全世界各大企業，《科學》雜誌倫敦記者戲稱：「如果上帝決定要重新創造世界，祂會聘請麥肯錫。」《財星》雜誌2014年「頂級商學院畢業生最嚮往的企業」調查，麥肯錫僅次於谷歌高居第二名。

## 歷史

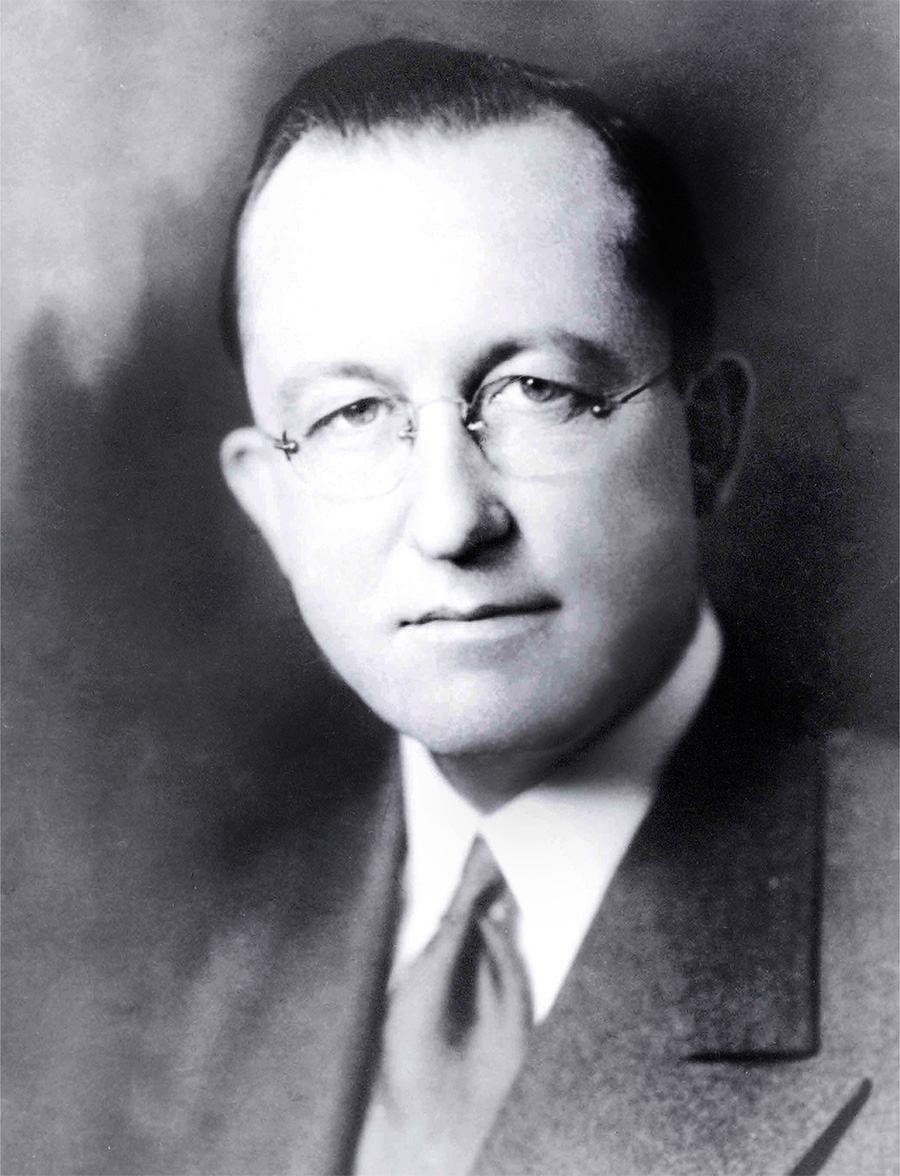
麦肯锡创始人詹姆斯·麦肯锡

1926年，當管理學理論尚在起步階段之際，詹姆斯·麦肯锡與朋友們在美國伊利諾伊州芝加哥共同成立了一間以他為名的顧問公司。1933年，來自眾達法律事務所（Jones Day）的馬文.鮑爾 (Marvin Bower)加入麥肯錫公司，AT（Andrew Thomas）科尔尼（Kearney）成为麦肯锡的首次合伙人。1937年詹姆斯·麦肯锡因肺炎死亡, 1939年麥肯錫的第一個代表合作伙伴人A.T.科尔尼以麥肯錫爲基礎，在芝加哥成立了自己的公司麦肯锡AT科尔尼咨询公司（McKinsey A.T. Kearney & Company），1947年麥肯錫紐約事務所的馬文.鮑爾重新設立芝加哥事務所,從McKinsey A.T. Kearney&Company處購買了麥肯錫(McKinsey)公司名的全部使用權，與AT Kearney分離了公司名称和業務體系。鮑爾的法律背景，為這間以會計為本的公司注入了律師事務所的精神，例如將原本的「按件收費」改為「按日收費」等。麥肯錫也因此被重新定義為提供全方位「管理顧問」（Management Consulting）服務的公司。

## 南非Eskom貪腐案
2015年，麥肯錫公司涉及南非國營電力公司Eskom貪腐案。2015年底，儘管至少有3個合夥人反對，麥肯錫還是決定值得冒險，與Eskom簽下當時該公司在非洲的最大筆合約，潛在價值高達7億美元。该合約違反了南非合約法，且有部分款項流到南非印度裔富商古普塔家族。南非當局展开調查民曾六度前往當地，評估損害且做出改正，該公司已要求2000個全球合夥人將款項退給南非。麥肯锡坦承在此事中判断错，但否认有任何不法。纽约时报稱麥肯錫2015年與Eskom簽約是「該公司90年歷史中最大的錯誤」。此案凸顯了許多國家政府把越來越多公部門事務交由顧問公司處理，而那些多半不對外公開如何營運的顧問公司，不對社會大眾負責或僅負極少數責任，這種情形帶來許多風險。

## 麥肯錫的企業形式
麥肯錫的商業結構結合了公司和合夥企業的特點。作為一家公司，它擁有明確的法律實體和組織結構。營運層面，則採用合夥制度，這有助於提高管理效率和促進合夥人之間的合作。麥肯錫的董事總經理，也就是公司的最高領導人，由資深合夥人通過投票選出，任期三年，可以連任兩次，最長可以服務九年。在公司的高層管理中，不僅有來自公司內部的合夥人，也有扮演監督和顧問角色的外部董事，這有助於增加公司治理的透明度和外部視角。麥肯錫在營運策略上設有多個委員會，這些委員會由不同的成員組成，分別負責規劃具體的營運措施及做出關鍵決策，以確保公司策略的有效執行和調整。這樣的結構旨在集合多方智慧，保持公司在快速變化的商業環境中的靈活性和競爭力。

## 麥肯錫的薪水
麥肯錫薪水和紅利是按照職位和學歷發放，年薪由大學畢業的協理的七萬美元到資深合夥人的一百萬美元以上不等。麦肯锡的MBA毕业生现在可以拿到近20万美元的底薪。

## 競爭對手
麥肯錫經常必須與波士頓諮詢公司、貝恩策略顧問公司等眾多頂尖管理顧問公司競爭。但商學院學生間常有軼聞指出麥肯錫薪資不如BCG與Bain。

## 外部連結
- McKinsey & Company （页面存档备份，存于）（英文）
- 麥肯錫季刊（页面存档备份，存于）（英文）
- McKinsey on Business Technology[]（英文）
- Google Finance - McKinsey & Company 小檔案（页面存档备份，存于）（英文）
- 麥肯錫式工作術》麥肯錫──全球人才夢工廠 （页面存档备份，存于）
- 麥肯錫式工作術》洞悉麥肯錫的內隱知識 （页面存档备份，存于）
- 麥肯錫公司的官方facebook頁面
- 麥肯錫公司的官方Twitter公司頁面 （页面存档备份，存于）